# Revell
Revell is een bedrijf van Amerikaanse origine dat werd opgericht in 1943. Het bedrijf produceert plastic schaalmodellen en modelbouwkits van onder meer schepen, vliegtuigen, auto's en andere voertuigen. Revell fuseerde in 1986 met Monogram, waarna het in 1994 in handen kwam van Hallmark, in 2007 bij Hobbico en in 2018 onderdeel werd van Quantum Capital.

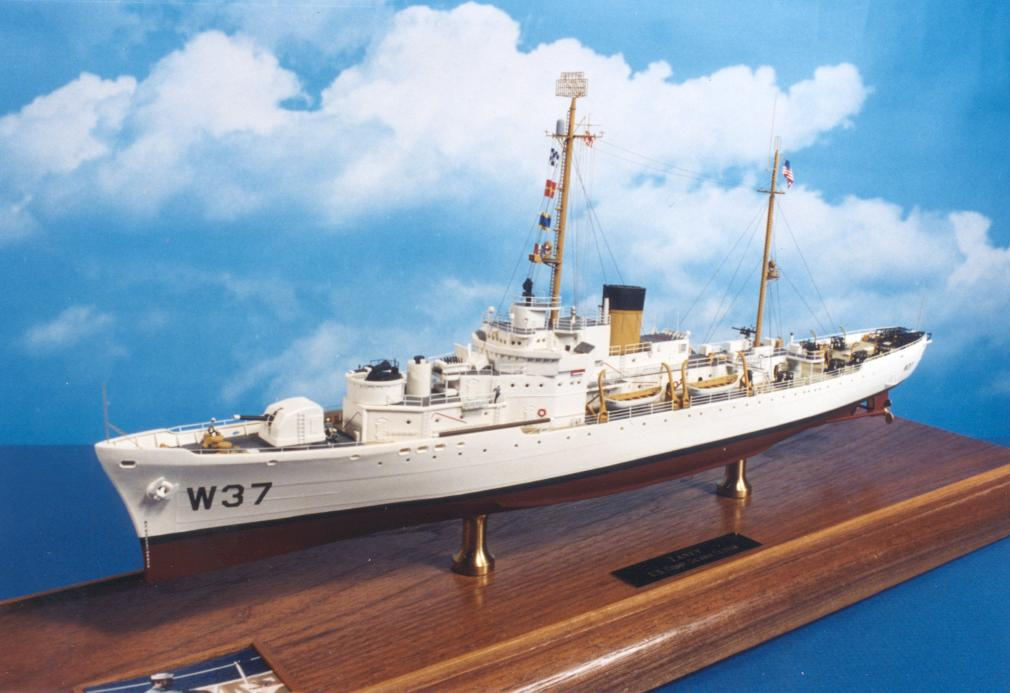
Voltooid Revell Taney-schaalmodel

## Geschiedenis
Het bedrijf werd in 1943 opgericht door Lewis H. Glaser als fabrikant van modelbouwkits te Venice (Los Angeles) in de Verenigde Staten. Het bedrijf werd veertig jaar later overgenomen door Odyssey Partners uit New York en fuseerde met Monogram Models uit Morton Grove, Illinois - een bedrijf dat Odyssey eerder had opgekocht. De fabriek in Venice werd gesloten en alle bruikbare onderdelen werden overgebracht naar Monograms fabriek nr. 2 in Des Plaines. De zetel van het nieuwe bedrijf verhuisde naar Northbrook (Illinois).
Revell-Monogram produceert een breed gamma aan schaalmodellen uit plastic en gegoten metaal van auto's, vliegtuigen, militaire voertuigen en schepen. Revell-Monogram is gevestigd in Elk Grove Village (Illinois) in de Verenigde Staten.
In mei 2007 kondigde Hobbico Inc. de overname aan van Revell-Monogram. In 2018 was Revell onderdeel van een overname door Quantum Capital Partners.

## Revell Duitsland
In 1956 werd het Duitse Revell Plastics GmbH opgericht in Bünde, West-Duitsland. Tijdens de jaren 70 begon dit bedrijf zelfstandig met de ontwikkeling en productie van een eigen lijn van schaalmodellen. Deze werden ook geëxporteerd naar de VS, ze kregen daar een goede reputatie vanwege de hoge kwaliteit. De Duitse kits worden in Oost-Europa en China geproduceerd. Het bedrijf staat sinds 2006 geheel los van Revell-Monogram LLC. Wat betreft omzet scoort het Duitse bedrijf zelfs hoger dan het voormalige Amerikaanse zusterbedrijf. Revell Duitsland verkoopt zijn artikelen door heel Europa.

## Concurrenten
De grootste Amerikaanse concurrenten van het bedrijf zijn AMT-Ertl, Lindberg en Testors. Andere buitenlandse concurrenten zijn Italeri, Tamiya, Hasegawa en Dragon Models Limited.